# Élections cantonales partielles françaises en 2015
Une élection cantonale partielle a eu lieu en France en 2015.

## Synthèse
| Département | Canton               | Conseiller sortant | Parti | Parti | Conseiller élu      | Parti | Parti |
| ----------- | -------------------- | ------------------ | ----- | ----- | ------------------- | ----- | ----- |
| Yonne       | Villeneuve-sur-Yonne | Claude Thion       |       | FN    | Elisabeth Frassetto |       | DVD   |

## Résultats

### Canton de Villeneuve-sur-Yonne,Yonne(89)
Claude Thion (FN) démissionne et une élection cantonale partielle est organisée les 5 et 12 juillet 2015.
| Candidat       | Candidat           | Parti          | Premier tour | Premier tour | Second tour | Second tour |
| Candidat       | Candidat           | Parti          | Voix         | %            | Voix        | %           |
| -------------- | ------------------ | -------------- | ------------ | ------------ | ----------- | ----------- |
|                | Cyril Boulleaux    | DVG            | 747          | 28,11        | 1 113       | 43,26       |
|                | Elisabeth Frasseto | DVD            | 742          | 27,93        | 1 460       | 56,74       |
|                | Claude Dassie      | FN             | 607          | 22,85        |             |             |
|                | Noël Roby          | DVG            | 247          | 9,30         |             |             |
|                | Dominique Rouyer   | DVG            | 200          | 7,53         |             |             |
|                | Nicole Fossey      | DLF            | 114          | 4,29         |             |             |
|                |                    |                |              |              |             |             |
| Inscrits       | Inscrits           | Inscrits       | 9 449        | 100,00       | 9 449       | 100,00      |
| Abstentions    | Abstentions        | Abstentions    | 6 724        | 71,16        | 6 736       | 71,29       |
| Votants        | Votants            | Votants        | 2 725        | 28,84        | 2 713       | 28,71       |
| Blancs et nuls | Blancs et nuls     | Blancs et nuls | 68           | 2,50         | 140         | 5,16        |
| Exprimés       | Exprimés           | Exprimés       | 2 657        | 97,50        | 2 573       | 94,84       |